# Heikertingerella
Heikertingerella es un género de escarabajos perteneciente a la familia Chrysomelidae. El género fue descrito inicialmente por Csiki en 1940.

## Especies
En este género se han reconocido las siguientes especies:
- Heikertingerella adelpha Savini, 1999.
- Heikertingerella crassipalpis Savini, 1999.
- Heikertingerella dimidiatula Savini, 1999.
- Heikertingerella eurynota Savini, 1999.
- Heikertingerella excavata Savini, 1999.
- Heikertingerella hadrocnemis Savini, 1999.
- Heikertingerella juanita Savini, 1999.
- Heikertingerella maluengae Savini, 1999.
- Heikertingerella mimochirgua Savini, 1999.
- Heikertingerella multicolor Savini, 1999.
- Heikertingerella paramera Savini, 1999.
- Heikertingerella polychroma Savini, 1999.
- Heikertingerella prosternalis Savini, 1999.
- Heikertingerella pusilla Savini, 1999.
- Heikertingerella tamaensis Savini, 1999.